# Waldolwisheim
Waldolwisheim település Franciaországban, Bas-Rhin megyében. Lakosainak száma 551 fő (2022. január 1.). Waldolwisheim Steinbourg, Altenheim, Dettwiller, Furchhausen, Lupstein, Monswiller és Saverne községekkel határos.

## Népesség
A település népessége az elmúlt években az alábbi módon változott:
| Lakosok száma | 545  | 577  | 586  | 574  | 573  | 568  | 562  | 561  | 551  |
|               | 2013 | 2015 | 2016 | 2017 | 2018 | 2019 | 2020 | 2021 | 2022 |